# Joseph Albert Walker
Joseph Albert "Joe" Walker (Washington, 20 februari 1921 - Barstow, 8 juni 1966) was een Amerikaanse testpiloot bij de NASA en United States Air Force. Omdat hij in 1963 tijdens twee vluchten in een X-15-raketvliegtuig tweemaal boven de 100 kilometer heeft gevlogen, wordt hij als ruimtevaarder beschouwd.
Walker overleed toen hij op 8 juni 1966 tijdens een formatievlucht met zijn Lockheed F-104 Starfighter botste op een North American XB-70 Valkyrie. Hij werd in 1991 opgenomen in de Aerospace Walk of Honor.